# Real Madrid TV
Real Madrid TV è un canale televisivo dedicato alla società calcistica del Real Madrid. Fondato il 14 febbraio 1999, è trasmesso attraverso i satelliti Astra e Hispasat, che la irradiano sulla piattaforma satellitare Digital+ e su altre piattaforme satellitari.
Dal marzo 2015 è visibile gratuitamente anche sull'applicazione per smartphone e tablet ufficiale del club merengue, scaricabile da Apple Store e Google Play.
Dal 9 aprile è possibile accedere al canale in Italia da Pluto TV.

## Programmazione
Real Madrid TV trasmette in spagnolo e inglese.
Il canale è interamente dedicato alla squadra di calcio e alla squadra di pallacanestro della polisportiva Real Madrid: news, reportage, interviste, riassunti delle partite, collegamenti dai campi, settore giovanile.